# Pro Pinball: Fantastic Journey
Pro Pinball: Fantastic Journey ist ein 3D animiertes Flipper-Computerspiel, es ist verfügbar für den MS-DOS, Microsoft Windows, Mac OS und die PlayStation. Das Spiel wurde von Cunning Developments entwickelt und am 28. Dezember 1999 von Empire Interactive veröffentlicht. Der Flipper enthält Elemente der Viktorianischen Ära und von dampfbetriebenen Maschinen.

## Spielprinzip
Der Spieler schaut von oben auf den Tisch, im Gegensatz zu anderen Spielen dieser Art, bewegt sich die Kamera nicht. Der Flipper kann per Joystick, mithilfe eines Gamepads oder mit einer Tastatur bedient werden. Außerdem ist es möglich, den Winkel des Tisches oder die Stärke der Flipperhebel zu ändern, zudem kann man verschiedene Optionen der Spielweise des Tisches ändern, wie z. B. die Schwierigkeit des Multiballs oder das Zeitlimit, bis die Drops neu aufgestellt werden.
Es gibt fünf flipperinterne Missionen, bei denen man einen Kristall sammeln muss, um die Mission abzuschließen. Im Gegensatz zu den Vorgängern der Serie gibt es dabei kein Zeitlimit, und sollte der Ball während der Missionen verloren gehen, kann man die Mission beim nächsten Ball genau an der Stelle fortsetzen, wo man sich befunden hatte, bevor der Ball verloren ging. Zu den Abenteuern zählt das Boat-Advendture, das Airplaine-Adventure, das Submarine-Adventure und das Drill-Adventure. Wenn man alle vier Abenteuer abgeschlossen hat, startet das Mystery Island Adventure (bei diesem Adventure gibt es ein Zeitlimit). Man muss versuchen, einen verrückten Wissenschaftler zu fangen, der mit einer Rakete den Mond zerstören will. Wenn die Mission erfolgreich war, gibt es eine weitere Mission, bei der man den Wissenschaftler fangen muss, das Moon-Adventure. Hat man bei beiden Missionen Erfolg, gibt es ein Victory-Frenzy, bei dem sehr viele Punkte möglich sind. Danach beginnt das Spiel von neuem, man behält allerdings die Punkte. Sollte man allerdings bei dem Mystery Island Adventure oder dem Moon-Adventure gescheitert sein, gibt es eine Video-Sequenz, in der der Wissenschaftler den Mond zerstört, und das Spiel beginnt ebenfalls von neuem.
Im Gegensatz zu den Vorgängern der Serie ist Fantastic Journey das erste Spiel, bei dem es möglich ist, das Dot-Matrix Display von orange auf bunt zu stellen. Zudem wurde hier das Konzept des sogenannten Magnosave wieder aufgenommen, was zuvor im Flipper Timeshock! bereits vorkam. In diesem Fall kann man an der linken Outlane einen Magneten auslösen, der, wenn man ihn rechtzeitig auslöst, ein Verschwinden der Kugel im Outlane verhindert, die Kugel also im Spiel behält. Nach dem Auslösen dieser Funktion muss diese allerdings neu aktiviert werden, in dem man alle Drops am unteren Rand abräumt. Zudem wurde hier auch für die rechte Outlane das Konzept des „Ball Rescue“ aus dem ersten Flipper der Reihe, The Web übernommen, dieser Rescue ist ebenso wie Magnosave nur einmal einsetzbar, muss dann manuell wieder nachgeladen werden, aber im Gegensatz zum Magnosave wird der Rescue automatisch ausgelöst, dort befindet sich ein Plunger, der den Ball wieder in das Spiel zurückschießt.

## Rezeption
Pro Pinball: Fantastic Journey hat sehr gemischte Bewertungen erhalten, der Großteil der Personen, die das Spiel bewertet haben, haben für die Originalität des Spiels, und die Spielweise eher weniger Punkte gegeben, dafür wurde die Grafik und die physikalische Engine sehr gut bewertet.

### Preise
1999 wurde Pro Pinball: Fantastic Journey von den Magazinen Computer Gaming World und Electronic Gaming Monthly als bestes klassisches Spiel des Jahres für den PC ausgezeichnet.